# فروشگاه خیریه

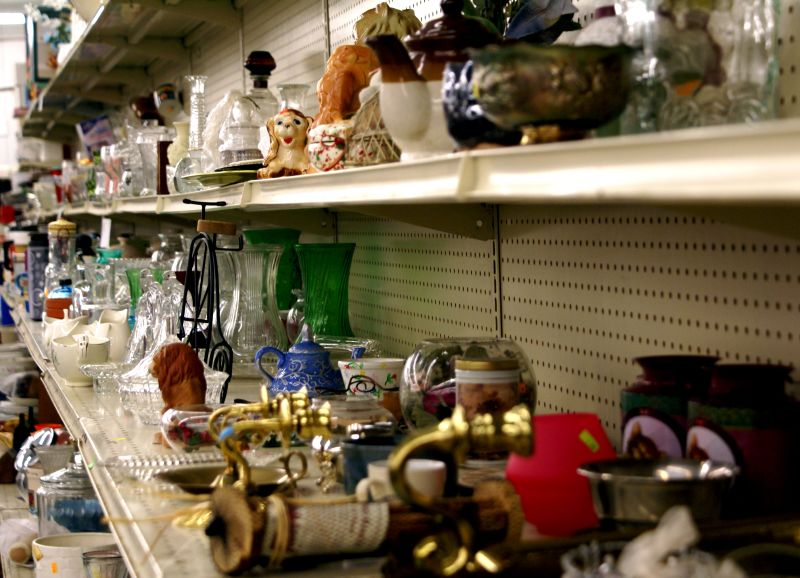
قفسه‌هایی در یک فروشگاه خیریه در ایندیاناپلیس، ایندیانا، آمریکا

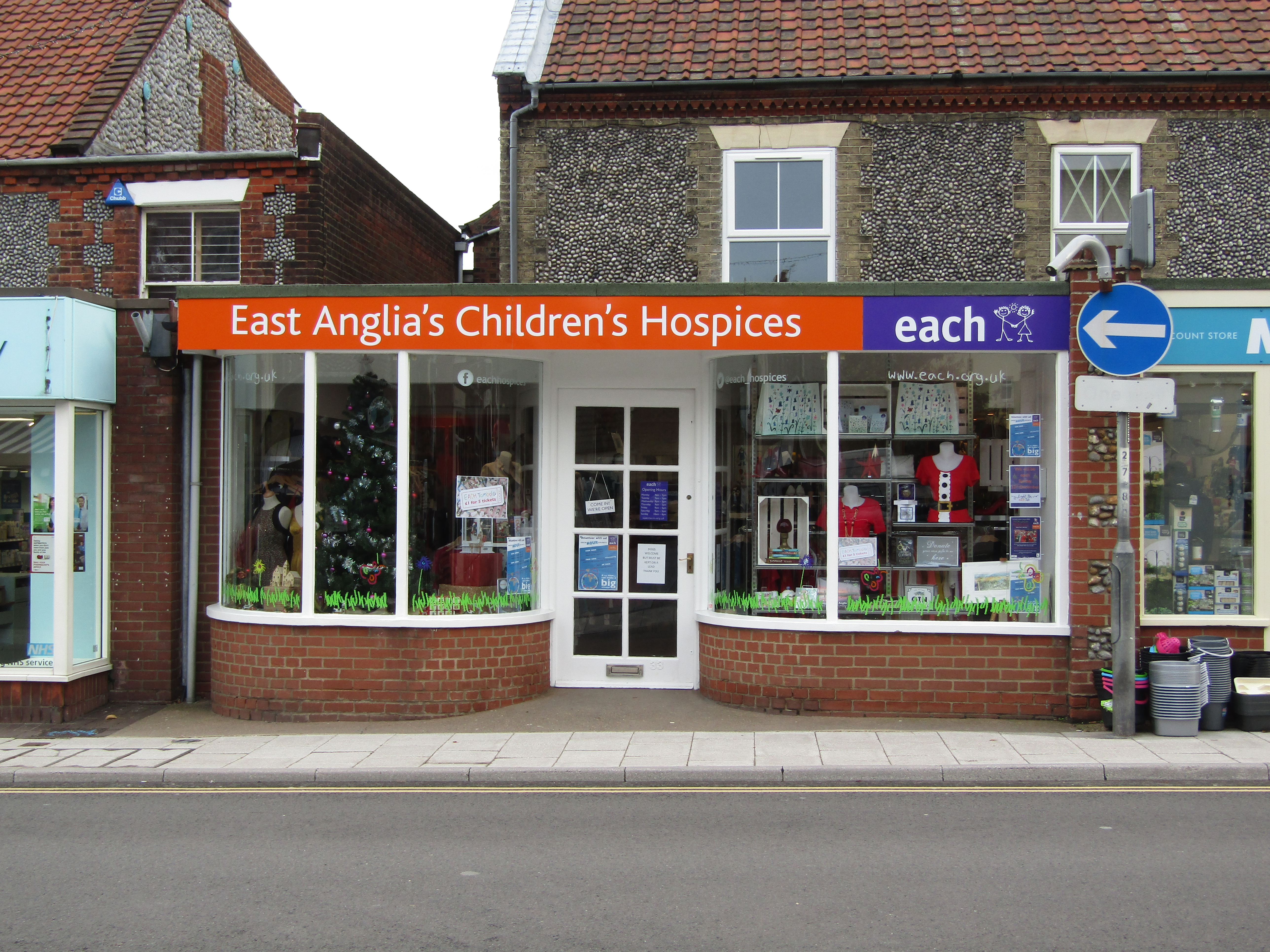
یک فروشگاه خیریه در شرینگهام، انگلستان

فروشگاه خیریه، فروشگاهی خرده‌فروش است که توسط یک موسسه خیریه و برای درآمدزایی‌اش اداره می‌شود. مغازه‌های خیریه، نوعی بنگاه اجتماعی هستند. در این فروشگاه‌ها، کالاهای دست‌دوم مانند لباس، کتاب، آلبوم موسیقی، کفش، دی‌وی‌دی، اسباب‌بازی و اثاثیهٔ اهدایی مردم را به فروش می‌رسانند و اغلب توسط داوطلبان کار می‌کنند. از آنجا که کالاهای برای فروش، به صورت رایگان تهیه شده‌اند و هزینه‌های تجاری نیز پایین است، این کالاها را می‌توان با بهای بسیار ارزان فروخت. پس از پرداخت هزینه‌های جاری، تمام درآمد باقی‌مانده از فروش، مطابق با هدف خیریهٔ اعلام‌شدهٔ سازمان استفاده می‌شود. هزینه‌های جاری، شامل خرید و/یا استهلاک وسایل (قفسه‌های لباس، قفسه‌های کتاب، پیشخوان و…)، هزینه‌های عملیاتی (نگهداری، هزینه‌های خدمات شهری، برق، گرما، تلفن، تبلیغات محدود) و اجاره یا رهن ساختمان است.
برخی از فروشگاه‌های خیریه مقدار محدودی از مواد خوراکی مانند نوشابه، آب، بستنی، تنقلات و آب‌نبات را هم برای فروش عرضه می‌کنند.